# Panales Jamaica
Panales Jamaica es una localidad del estado mexicano de Guanajuato. Es parte del municipio de Tarimoro.

## Demografía
| Gráfica de evolución demográfica |
|                                  |

| Censo | Población |
| ----- | --------- |
| 1900  | 357       |
| 1910  | 391       |
| 1921  | 429       |
| 1930  | 425       |
| 1940  | 580       |
| 1950  | 705       |
| 1960  | 876       |
| 1970  | 1 230     |
| 1980  | 1 460     |
| 1990  | 1 868     |
| 2000  | 2 039     |
| 2010  | 2 250     |
| 2020  | 2 482     |